# Hippocampus kuda
Hippocampus kuda е вид морско конче от семейство иглови (Syngnathidae). Видът е уязвим и сериозно застрашен от изчезване.

## Разпространение и местообитание
Разпространен е в Австралия (Куинсланд и Северна територия), Американска Самоа, Бахрейн, Виетнам, Индия, Индонезия, Камбоджа, Кувейт, Малайзия, Микронезия, Мозамбик, Нова Каледония, Пакистан, Папуа Нова Гвинея, Провинции в КНР, Саудитска Арабия, САЩ (Хавайски острови), Сингапур, Соломонови острови, Тайван, Тайланд, Танзания, Тонга, Фиджи, Филипини, Френска Полинезия, Хонконг, Южна Африка (Квазулу-Натал) и Япония.
Обитава крайбрежията на полусолени водоеми, океани, морета, заливи, лагуни, рифове и реки в райони с тропически климат. Среща се на дълбочина от 0,9 до 183 m, при температура на водата от 15,2 до 28,4 °C и соленост 34,1 – 35 ‰.

## Описание
На дължина достигат до 30 cm.
Популацията на вида е намаляваща.